# 울란바토르
울란바토르(몽골어: Улаанбаатар 올랑바타르, [oɮɑːŋ.bɑːtʰɑ̆r], 중국어: 烏蘭巴托, 러시아어: Улан-Батор, 문화어: 울란바따르)는 몽골의 수도이다. 명칭 '울란바토르'는 몽골어로 '붉은 영웅'이란 뜻으로, 그 표기는 러시아어의 독법에서 유래했다. 면적은 2025년 기준 4,704.4 km2, 인구는 173만 2,672명이다.
울란바타르의 도심은 그다지 넓지 않아 걸어서 둘러볼 수 있다. 거의 대부분 도심 북서쪽에 자리한 간단 사원을 시작으로 울란바타르 여행의 첫발을 뗀다. 간단 사원은 몽골에서 가장 큰 사원으로, 공산주의 정권하에서도 몽골에서 유일하게 종교 활동을 보장받았던 곳이다.

## 역사
울란바타르의 역사는 몽골이 청나라의 지배를 받던 1639년부터 시작된다. 청나라 시대에는 '울타리를 친 초지'라는 뜻의 고륜(중국어: 庫倫, 병음: kùlún 쿠룬[*])이라고 불렀다. 1639년에 지금의 으브르항가이 주에 수도의 터를 잡았다. 1639년부터 1706년까지 우르구(몽골어: Өргөө)라고 불렀다. 1778년에는 몽골에 위치한 여러 지명과의 구별을 위해 이흐 후레(몽골어: Их Хүрээ) 또는 대고륜(중국어: 大庫倫)이라고 불렀다.
1911년부터 1923년까지 니슬렐 후레(몽골어: Нийслэл Хүрээ), 마지막으로 1924년에 소집된 몽골 최초의 국가 대회의에서 니슬렐 후레를 몽골어로 "붉은 영웅"을 뜻하는 올랑바타르라고 개명할 것을 결정했다. 그 이후 영어표기법이 들어오면서 현재 울란바타르의 이름을 사용하고 있고, 울란바타르는 몽골의 정치, 경제, 사회, 문화의 중심 도시이다. 전에 울란바타르는 수많은 사원과 건물, 게르촌이 있는 도시였다.
1937년 대숙청의 영향으로 한족, 티베트족 양식의 건물이 파괴되고 종교 시설이 철거되면서 울란바타르의 모습은 옛 도시에서 전통적인 무신론 도시로 바뀌었다. 1946년에는 파괴되거나 철거된 건물 자리에 소련식 아파트와 문화 시설이 들어섰다.

## 지리 및 기후
울란바타르는 평균 해발 약 1,350m에 위치하고 있으며, 몽골의 중심에서 약간 동쪽으로  톨강(Tuul River)에 위치하고 있으며, 복드칸 산 산기슭의 계곡에 있다. 톨강은 지류인 셀렝게강으로 흘러가며 러시아까지 이어지고 있다.  복드칸 산(Богд хан уул)은 울란바타르시 남쪽으로 2,250m 솟아 있는 넓고 숲이 우거진 산이다. 남쪽으로는 스텝 지대와, 북쪽으로는 산림 스텝 지대와 경계를 이룬다.
또한 18세기 이후 법으로 보호받고 있는 세계에서 가장 오래된 보호구역 중 하나이다. 울란바타르를 둘러싼 산의 숲은 상록수 소나무, 낙엽수목, 버리로 이루어져 있으며, 투울 강의 강가 숲은 잎이 넓고 낙엽수가 많은 사시나무, 느릅나무, 버드나무로 이루어져 있다. 참고로 울란바토르는 빈, 뮌헨, 오를레앙, 시애틀과 대략 같은 위도에, 충칭, 하노이, 자카르타와 거의 같은 경도에 위치해있다.
울란바타르는 높은 고도, 상대적으로 높은 위도, 어느 해안에서나 수백 킬로미터 떨어진 위치, 시베리아 기단의 영향으로 인해, 아극 기후(Dwc)와 습윤 대륙성 기후 중 따뜻한 여름 지역(Dwb)에 근접한, 몬순의 영향을 받는 스텝 기후(쾨펜 BSk, USDA Plant Hardiness Zone 3b)를 가진 세계에서 가장 추운 국가 수도이다.
울란바타르는 짧고 따뜻한 여름과 길고 몹시 춥고 건조한 겨울을 특징으로 한다. 보통 일출 직전 시간에 가장 추운 1월 기온은 -36 ~ -40 °C 인데, 이는 온도 역전 현상 때문이다. 연간 강수량 267 밀리미터 (10.51 in)의 대부분은 5월부터 9월까지 내린다. 이 도시에서 가장 높은 강수량은 659 밀리미터 or 25.94 인치로 복드칸산에 있는 쿠렐토고트 천문대였다. 울란바타르는 연평균 기온이 -0.4 °C 로 세계에서 가장 추운 수도가 된다
(그린란드의 누크는 더 춥지만 그린란드는 완전한 독립국가가 아니기 때문에 제외한다.). 누크는 툰드라 기후로 1년 내내 지속적으로 추운 날씨를 보인다. 울란바타르의 연간 평균 기온은 추운 겨울 기온 때문에 낮아진 반면 4월 말에서 10월 초까지는 상당히 따뜻하다.
도시는 불연속 영구 동토층 지역에 위치하고 있는데, 때문에 여름에 해빙을 막는 보호 구역에서는 건축이 어렵지만, 토양이 완전히 녹는 곳에서는 건축이 더 쉬워진다. 교외 거주자들은 흙으로 돌출되지 않는 전통적인 유르트에서 산다. 도시의 극한 온도는 1957년 1월과 2월의 -42.2 °C에서 1988년 7월의 39.0 °C까지 이른다.
| 울란바토르의 기후                                                | 울란바토르의 기후 | 울란바토르의 기후 | 울란바토르의 기후 | 울란바토르의 기후 | 울란바토르의 기후 | 울란바토르의 기후 | 울란바토르의 기후 | 울란바토르의 기후 | 울란바토르의 기후 | 울란바토르의 기후 | 울란바토르의 기후 | 울란바토르의 기후 | 울란바토르의 기후 |
| 월                                                               | 1월               | 2월               | 3월               | 4월               | 5월               | 6월               | 7월               | 8월               | 9월               | 10월              | 11월              | 12월              | 연간              |
| ---------------------------------------------------------------- | ----------------- | ----------------- | ----------------- | ----------------- | ----------------- | ----------------- | ----------------- | ----------------- | ----------------- | ----------------- | ----------------- | ----------------- | ----------------- |
| 역대 최고 기온 °C (°F)                                           | 0.6 (33.1)        | 11.3 (52.3)       | 18.9 (66.0)       | 28.7 (83.7)       | 33.5 (92.3)       | 38.3 (100.9)      | 39.0 (102.2)      | 36.7 (98.1)       | 31.7 (89.1)       | 22.5 (72.5)       | 13.0 (55.4)       | 6.1 (43.0)        | 39.0 (102.2)      |
| 일평균 최고 기온 °C (°F)                                         | −15.5 (4.1)       | −9.4 (15.1)       | −0.2 (31.6)       | 10.4 (50.7)       | 17.8 (64.0)       | 23.1 (73.6)       | 25.2 (77.4)       | 23.0 (73.4)       | 17.2 (63.0)       | 7.7 (45.9)        | −4.8 (23.4)       | −13.7 (7.3)       | 6.7 (44.1)        |
| 일일 평균 기온 °C (°F)                                           | −21.3 (−6.3)      | −16.3 (2.7)       | −6.7 (19.9)       | 3.0 (37.4)        | 10.2 (50.4)       | 16.5 (61.7)       | 19.0 (66.2)       | 16.6 (61.9)       | 10.0 (50.0)       | 0.9 (33.6)        | −10.6 (12.9)      | −19.0 (−2.2)      | 0.2 (32.4)        |
| 일평균 최저 기온 °C (°F)                                         | −25.6 (−14.1)     | −21.7 (−7.1)      | −12.6 (9.3)       | −3.3 (26.1)       | 3.5 (38.3)        | 10.3 (50.5)       | 13.5 (56.3)       | 11.1 (52.0)       | 4.1 (39.4)        | −4.5 (23.9)       | −15.1 (4.8)       | −22.9 (−9.2)      | −5.3 (22.5)       |
| 역대 최저 기온 °C (°F)                                           | −43.9 (−47.0)     | −42.2 (−44.0)     | −38.9 (−38.0)     | −26.1 (−15.0)     | −16.1 (3.0)       | −3.9 (25.0)       | −0.2 (31.6)       | −2.8 (27.0)       | −13.4 (7.9)       | −22.0 (−7.6)      | −37.0 (−34.6)     | −42.2 (−44.0)     | −43.9 (−47.0)     |
| 평균 강수량 mm (인치)                                            | 2 (0.1)           | 3 (0.1)           | 4 (0.2)           | 11 (0.4)          | 20 (0.8)          | 45 (1.8)          | 71 (2.8)          | 62 (2.4)          | 26 (1.0)          | 7 (0.3)           | 6 (0.2)           | 3 (0.1)           | 260 (10.2)        |
| 평균 강우일수                                                    | 0                 | 0                 | 0.3               | 3                 | 8                 | 14                | 17                | 15                | 9                 | 2                 | 0.1               | 0                 | 68                |
| 평균 강설일수                                                    | 10                | 7                 | 7                 | 6                 | 4                 | 0.1               | 0                 | 0                 | 2                 | 6                 | 9                 | 11                | 62                |
| 평균 상대 습도 (%)                                               | 74.7              | 69.5              | 57.6              | 44.2              | 42.7              | 50.1              | 58.2              | 60.8              | 56.1              | 56.9              | 68.3              | 75.1              | 62                |
| 평균 월간 일조시간                                               | 164.2             | 203.5             | 257.4             | 265.3             | 297.9             | 282.3             | 278.3             | 265.2             | 249.5             | 227.6             | 175.4             | 137.7             | 2,804.3           |
| 출처 1: Pogoda.ru.net (평년값: 1991년~2020년, 극값: 1869년~현재) |                   |                   |                   |                   |                   |                   |                   |                   |                   |                   |                   |                   |                   |
| 출처 2: 세계기상기구                                             |                   |                   |                   |                   |                   |                   |                   |                   |                   |                   |                   |                   |                   |

## 대기 오염
울란바타르는 난방과 요리에 쓰인 석탄과 나무 난로로 발생한 대기 오염에 심각한 영향을 받는다. 몽골의 새로운 시장 경제와 아주 추운 겨울 때문에 인구의 60%가 사는 게르촌 지역에서 오염이 발생한다.

## 교통
울란바타르에는 시내에서 남서쪽으로 18km 떨어져 있는 칭기즈 칸 국제공항(구 부얀트 우크하 공항)이 있다. 칭기즈 칸 공항은 몽골에서 유일하게 국제선을 제공한다. 새로운 울란바토르 국제공항(NUBIA)은 더 많은 예상 승객 수를 제공하기 위해 칭기스 칸 공항을 대체할 계획으로 도시 남쪽에 건설되고 있다.
울란바타르행 항공편은 모스크바, 파리, 프랑크푸르트, 베를린, 도쿄, 서울, 울란우데, 이르쿠츠크, 홍콩, 베이징, 비슈케크, 이스탄불에서 이용할 수 있다.

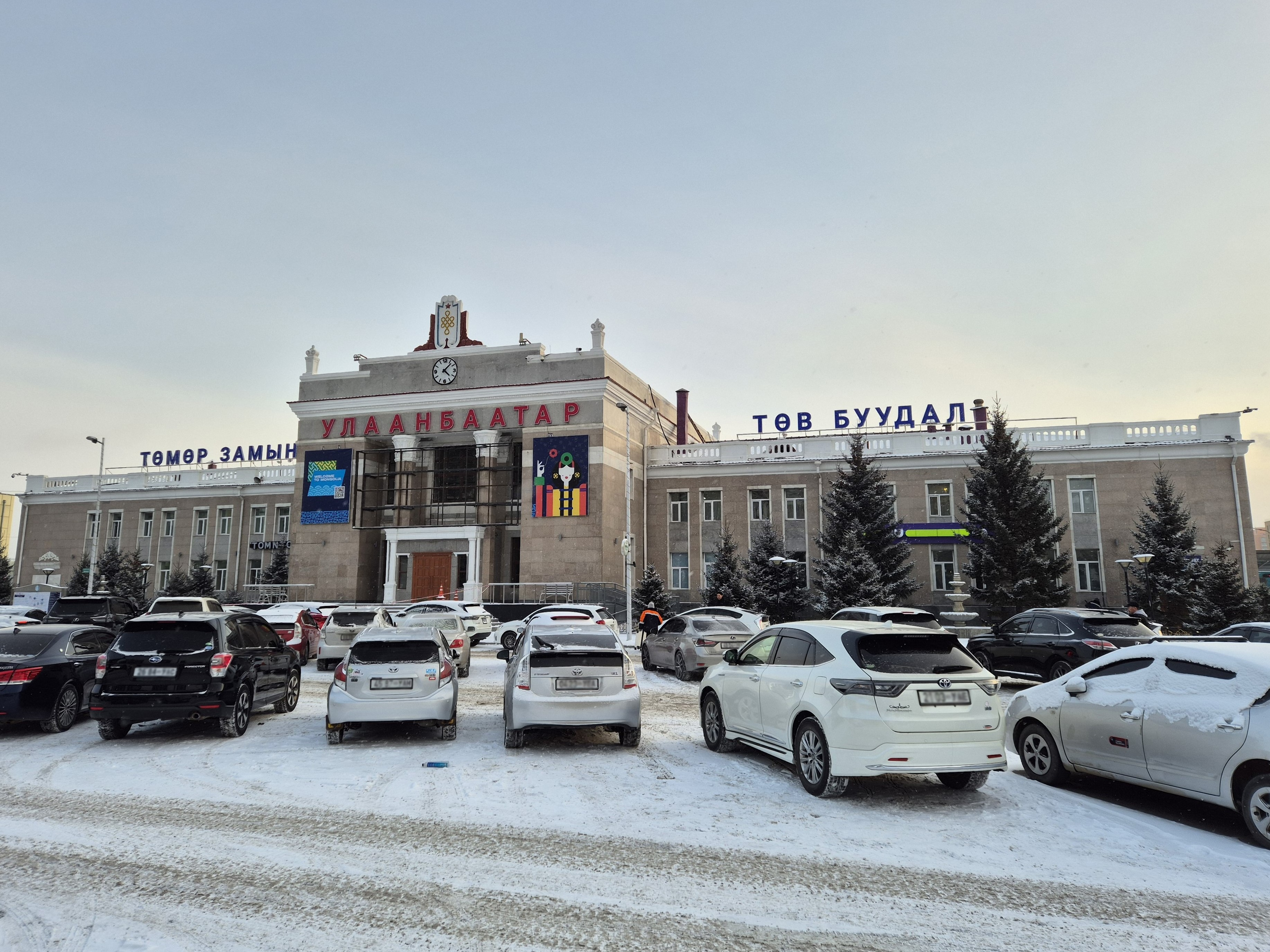
울란바토르 역

나우슈키를 경유하는 시베리아 횡단 철도와 지닝을 경유하는 중국 철도 간을 몽골 종단 철도를 통해 연결된다. 울란바토르는 몽골 주요 도시 대부분과 도로로 연결되지만 몽골의 대부분의 도로는 포장되지 않고 표지판도 적어서 도로 이동이 어려울 수 있다. 도시 내에서도 모든 도로가 포장된 것은 아니며 포장된 도로 중 일부는 상태가 좋지 않다.
기존의 교통 개선 계획으로는 지하철 시스템, 울란바타르를 알탄불라크와 자민우드 지역으로 연결하는 1000km 길이의 고속도로 등 여러 주요 도로 사업,  기존 지역 공항과 도로, 도시와 광산을 연결하는 몽골 철도 사업 등이 있다.

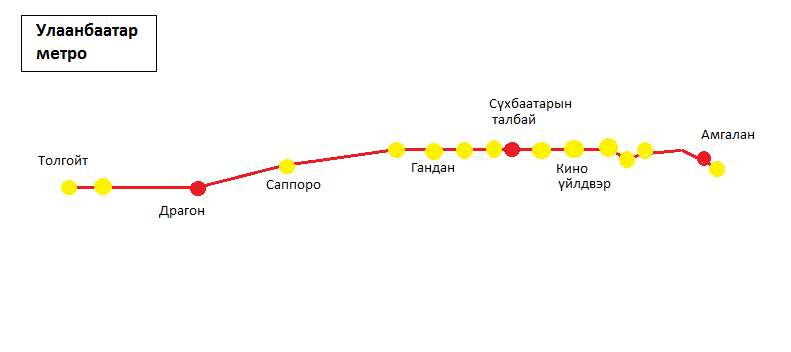
울란바토르 지하철 계획 노선도. 울란바타르의 중앙 6.6km는 지하로, 나머지 구간은 지상으로 건설된다.

국가 및 시 정부는 민간 교통 사업자의 시내 버스 노선 운행제도를 규제한다. 그 외 울란바타르 트롤리버스 시스템도 있다. 개인 소유 소형버스(승객용 밴)의 2차 운송 시스템은 이러한 버스 노선과 나란히 운행된다. 여기에, 울란바타르는 4000대 이상의 택시를 가지고 있다. 울란바타르의 수도권은 418.2 km의 도로를 가지고 있으며, 그 중 76.5 km가 포장되어 있다.

## 경제
울란바타르는 몽골 GDP 2/3 가량을 차지한다. 1992년 사회적 시장경제로의 전환은 3차 산업이 울란바타르 GDP의 43%를 차지하도록 했으며 급격한 도시화와 인구 성장을 가져왔다. 광업은 울란바타르 GDP의 25%를 차지한다. 2008년 금융 위기 이후 경제부분을 다각화하려고 한다.

## 문화
|                  |             |             |
| 주립 오페라 극장 | 드라마 극장 | 국립 미술관 |

## 자매 도시
- 대한민국 남양주시
- 튀르키예 앙카라
- 대한민국 청양군
- 러시아 크라스노야르스크
- 러시아 이르쿠츠크
- 러시아 모스크바
- 러시아 상트페테르부르크
- 러시아 울란우데
- 미국 콜로라도주 덴버
- 태국 방콕
- 일본 삿포로시
- 일본 아오모리시
- 중화민국 타이베이시
- 중화인민공화국 내몽골 자치구 후허하오터 시
- 미국 샌프란시스코
- 베트남 하노이
- 일본 도쿄도
- 오스트레일리아 골드코스트
- 인도 델리
- 영국 리즈
- 체코 모스트
- 대한민국 청주시 상당구

## 같이 보기
- 겨울 궁전
- 간단 사원
- 수흐바타르 광장
- 칭기즈 칸 동상
- 처이발상